# Ragnar Frisch
Ragnar Anton Kittil Frisch (Oslo, Noruega 1895 - íd. 1973) fou un economista i professor universitari noruec guardonat amb el Premi Nobel d'Economia l'any 1969

## Biografia
Va néixer el 3 de març de 1895 a la ciutat d'Oslo. Es graduà en economia a la Universitat d'Oslo el 1919 i amplià els seus estudis a París i Anglaterra, on es graduà en matemàtica estadística el 1925. Aquell mateix any fou nomenat professor ajudant de la Universitat d'Oslo, professor associat el 1928 i professor titular el 1931.
Morí el 31 de gener de 1973 a la ciutat d'Oslo.

## Activitat econòmica
Se'l considera membre de l'anomenada "escola sueca", fundada per Johan Gustaf Knut Wicksell. Ha fet un nombre d'avenços significatius en camp de l'economia, i encunyà nombrosos conceptes nous de macroeconomia i microeconomia. Fou un dels configuradors de l'econometria (1927) i de la seva introducció en els plans de l'economia política, i el seu paper en la teoria del consumidor (1926) ajudà les recerques neowalrasianes. El 1965 formalitzà la teoria de la producció.
El 1932 fundà l'Institut d'Economia a la Universitat d'Oslo el 1932 i en fou nomenat director de recerca. Va rebre el premi Antonio Feltrinelli de l'Accademia Nazionale dei Lincei el 1961 i el Premi Nobel d'Economia el 1969 juntament amb el neerlandès Jan Tinbergen per la seva anàlisi dels processos econòmics i desenvolupament dinàmic de models econòmics.

## Obres
- 1932: New Methods of Measuring Marginal Utility
- 1951: Mixed Linear and Quadratic Programing by the Multiplex Method
- 1956: Macroeconomics and Linear Programing
- 1961: Las leyes técnicas y económicas de la producción, Ed. Sagitario, Barcelona, 1963.
- 1970: Econometrics in the World of Today